# 주오스트리아 대한민국 대사관 겸 주빈 국제 기구 대표부
주오스트리아 대한민국 대사관 겸 주빈 국제 기구 대표부(독일어: Botschaft der Republik Korea in der Republik Österreich und Ständige Vertretung der Republik Korea bei den internationalen Organisationen in Wien)는 1966년 오스트리아 빈에 개설된 대한민국 외교부 소속의 대사관이다. 이 공관은 코소보 주재 대한민국 대사관을 겸한다.

## 역사
한국과 오스트리아 간의 외교 관계는 1892년 6월 23일에 조선과 오스트리아-헝가리 사이에 수호 통상 조약이 체결되면서 시작되었다. 그러다가 1905년에 체결된 을사조약에 따라 대한제국의 외교권이 일본 제국에 의해 박탈당하면서 오스트리아와의 외교 관계는 중단되었다.
한국 전쟁이 끝난 10년 후, 대한민국은 1963년 10월 18일에 오스트리아와 수교했다. 대한민국은 1966년 12월 1일에 오스트리아 빈에 주오스트리아 대한민국 대사관을 설립했고 오스트리아는 1985년 5월 14일에 대한민국 서울에 주한 오스트리아 대사관을 설립했다. 1992년에 주오스트리아 대한민국 대사관은 기존 임무를 확대하여 주빈 국제 기구 대표부를 겸임하고 있다. 오스트리아 빈에 국제원자력기구(IAEA)와 포괄적 핵실험금지기구(CTBTO), 유엔산업개발기구(UNIDO), 유엔마약범죄사무소(UNODC) 등 다양한 국제기구 본부가 위치하기에 이러한 역할을 수행한다.
주오스트리아 대한민국 대사관에서는 오스트리아 외에도 코소보도 겸임하고 있다. 대한민국은 2008년 3월 28일에 세르비아로부터 독립을 선언한 코소보를 독립 국가로 승인했으나, 코소보의 국제적 승인과 관련된 복잡한 국제 정세로 인하여 2025년 현재까지 수교하지 않은 상태이다. 1992년에 대한민국이 슬로베니아와 수교한 이후에는 한동안 주오스트리아 대한민국 대사관이 슬로베니아를 겸임했으나, 2025년에 주슬로베니아 대한민국 대사관이 개설되면서 폐지되었다.

## 역대 공관장
| 대수        | 성명           | 임명        |
| ----------- | -------------- | ----------- |
| 제1대 대사  | 유양수(柳陽洙) | 1967년 12월 |
| 제2대 대사  | 이성가(李成佳) | 1971년 3월  |
| 제3대 대사  | 한표욱(韓豹頊) | 1973년 6월  |
| 제4대 대사  | 김영주(金永周) | 1977년 5월  |
| 제5대 대사  | 심명원(沈明源) | 1980년 1월  |
| 제6대 대사  | 김형근(金炯根) | 1982년 10월 |
| 제7대 대사  | 이시용(李時容) | 1985년 11월 |
| 제8대 대사  | 이장춘(李長春) | 1989년 4월  |
| 제9대 대사  | 이시영(李時榮) | 1992년 3월  |
| 제10대 대사 | 이승곤(李承坤) | 1995년 1월  |
| 제11대 대사 | 반기문(潘基文) | 1998년 5월  |
| 제12대 대사 | 최상덕(崔尚德) | 2000년 3월  |
| 제13대 대사 | 최영진(崔英鎭) | 2002년 2월  |
| 제14대 대사 | 조창범(曺昌範) | 2003년 6월  |
| 제15대 대사 | 김성환(金星煥) | 2006년 4월  |
| 제16대 대사 | 심윤조(沈允肇) | 2008년 5월  |
| 제17대 대사 | 조 현(趙 顯)   | 2011년 3월  |
| 제18대 대사 | 송영완(宋永完) | 2014년 4월  |
| 제19대 대사 | 신동익(辛東益) | 2016년 12월 |
| 제20대 대사 | 신재현(申載鉉) | 2019년 6월  |
| 제21대 대사 | 함상욱         | 2022년 10월 |

## 같이 보기
- 대한민국-오스트리아 관계
- 대한민국-코소보 관계
- 주한 오스트리아 대사관
- 대한민국의 재외공관 목록
- 오스트리아 주재 외국공관 목록